# Kerpenyéd község
Kerpenyéd község (románul: Comuna Cărpinet) község Bihar megyében, Romániában. Központja Kerpenyéd, beosztott falvai Kalugyer, Lehecsény, Vaskohszohodol.

## Népessége
A 2011-es népszámlálás adatai alapján a község népessége 1932 fő volt.